# Дескриптор сегмента
Дескриптор сегмента (в архитектуре x86) — служебная структура в памяти, которая определяет сегмент. Длина дескриптора равна 8 байт.

Структура сегментного дескриптора

- База (жёлтые поля, 32 бита) — начало сегмента в линейной памяти
- Лимит (красные поля, 20 бит) — (размер сегмента в байтах)–1 (База+Лимит = линейный адрес последнего байта)
- Права доступа (синие поля, 12 бит) — флаги, определяющие наличие сегмента в памяти, уровень защиты, тип, разрядность + один пользовательский флаг[1]

Байт прав доступа (AR, англ. Access Rights, биты 8-15 на рисунке):
- Бит P определяет доступность сегмента (0 — сегмента нет, 1 — есть). При обращении к сегменту со сброшенным битом P происходит исключение #NP, обработчик которого может загрузить/создать сегмент.
- Номер привилегий DPL содержит 2-битный номер (0-3), определяющий, к какому уровню (кольцу) защиты относится этот сегмент.
- Тип сегмента (биты 8–12 на рисунке). Старший бит (S) определяет сегмент как системный (S=0) или пользовательский (S=1). Значение прочих бит для системных и пользовательских сегментов описано в таблице:

| № | Биты AR | Биты AR | Биты AR | Биты AR | Описание                  |
| № | 3       | 2       | 1       | 0       | Описание                  |
| - | ------- | ------- | ------- | ------- | ------------------------- |
| 0 | 0       | 0       | 0       | 0       | Запрещенное значение      |
| 1 | 0       | 0       | 0       | 1       | Свободный 16-битный TSS   |
| 2 | 0       | 0       | 1       | 0       | LDT                       |
| 3 | 0       | 0       | 1       | 1       | Занятый 16-битный TSS     |
| 4 | 0       | 1       | 0       | 0       | 16-битный шлюз вызова     |
| 5 | 0       | 1       | 0       | 1       | Шлюз задачи               |
| 6 | 0       | 1       | 1       | 0       | 16-битный шлюз прерывания |
| 7 | 0       | 1       | 1       | 1       | 16-битный шлюз ловушки    |
| 8 | 1       | 0       | 0       | 0       | Запрещенное значение      |
| 9 | 1       | 0       | 0       | 1       | Свободный 32-битный TSS   |
| A | 1       | 0       | 1       | 0       | Зарезервировано           |
| B | 1       | 0       | 1       | 1       | Занятый 32-битный TSS     |
| C | 1       | 1       | 0       | 0       | 32-битный шлюз вызова     |
| D | 1       | 1       | 0       | 1       | Зарезервировано           |
| E | 1       | 1       | 1       | 0       | 32-битный шлюз прерывания |
| F | 1       | 1       | 1       | 1       | 32-битный шлюз ловушки    |

| № | Биты AR | Биты AR | Биты AR | Описание                                       |
| № | 3       | 2       | 1       | Описание                                       |
| - | ------- | ------- | ------- | ---------------------------------------------- |
| 0 | 0       | 0       | 0       | Сегмент данных только для чтения               |
| 2 | 0       | 0       | 1       | Сегмент данных для чтения/записи               |
| 4 | 0       | 1       | 0       | Сегмент данных только для чтения, растёт вниз  |
| 6 | 0       | 1       | 1       | Сегмент данных для чтения/записи, растёт вниз  |
| 8 | 1       | 0       | 0       | Сегмент кода только для выполнения             |
| A | 1       | 0       | 1       | Сегмент кода для выполнения/чтения             |
| C | 1       | 1       | 0       | Подчинённый сегмент кода только для выполнения |
| E | 1       | 1       | 1       | Подчинённый сегмент кода для выполнения/чтения |

Младший бит байта AR пользовательских сегментов (A, англ. Accessed, бит 8 на рисунке) можно использовать для сбора статистики о сегменте. При первом же обращении к сегменту (чтение, запись, выполнение) он устанавливается процессором в 1.
- Флаг гранулярности G определяет лимит сегмента: при G=0 лимит равен значению соответствующего поля в дескрипторе, а при G=1 лимит равен полю дескриптора, умноженному на (212 = 4096). Таким образом при G=0 максимальный размер сегмента 1 МБайт, а при G=1 4 ГБайт.
- Флаг разрядности DB (бит 22 на рисунке) актуален для пользовательских сегментов кода и стека. Определяет разрядность в 16 бит при нулевом и 32 бит при единичном значении.
- Зарезервированный флаг (серое поле) должен всегда равняться нулю в 32 битных дескрипторах и режиме совместимости, одному для 64 битного режима.
- Пользовательский флаг AVL (A, бит 20 на рисунке) отдан операционной системе. Его состояние никак не влияет на работу с сегментом.